# Solana del Pino

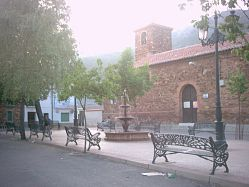
Sierra Morena square in Solana del Pino

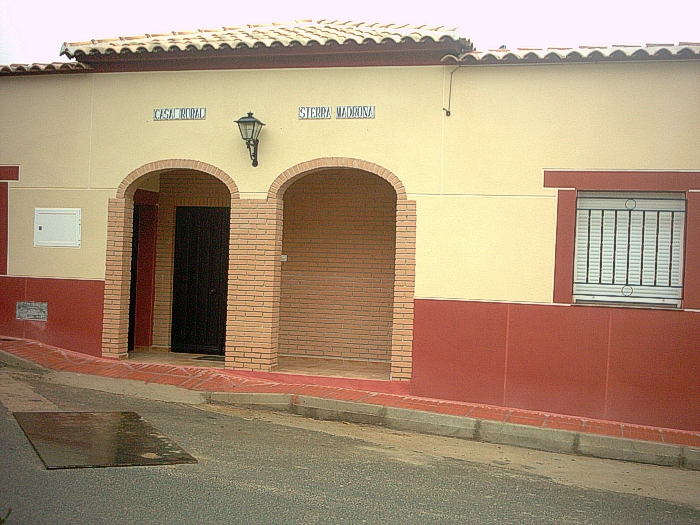
Casa rural (cottage Inn) at Solana del Pino

Solana del Pino là một đô thị thuộc Ciudad Real, Castile-La Mancha, Tây Ban Nha.